# Ruda (district de Žďár nad Sázavou)
Pour les articles homonymes, voir Ruda.
Ruda (en allemand : Eisenberg) est une commune du district de Žďár nad Sázavou, dans la région de Vysočina, en République tchèque. Sa population s'élevait à 398 habitants en 2020.

## Géographie
Ruda se trouve à 9 km au sud-est de Velké Meziříčí, à 30 km au sud-est de Žďár nad Sázavou, à 39,5 km à l'est-sud-est de Jihlava à 149 km au sud-est de Prague.
La commune est limitée par Ořechov au nord, par Osová Bítýška et Záblatí à l'est, par Velká Bíteš et Tasov au sud, par Jabloňov et par  Březejc au nord-ouest.

## Histoire
La première mention écrite de la localité date de 1353.

## Administration
La commune se compose de deux sections :
- Ruda
- Lhotka

## Transports
Ruda se trouve à 9,5 km de Velké Meziříčí, à 36,5 km de Žďár nad Sázavou, à 44,5 km de Jihlava et à 165 km de Prague.
Ruda est desservie par l'autoroute D1 (sortie  153 Lhotka), qui relie Prague à la frontière polonaise en passant par Brno et Ostrava.